# Герман Гогенцоллерн-Гехингенский
Герман Фридрих Отто Гогенцоллерн-Гехинген (нем. Hermann Maria Friedrich Otto von Hohenzollern-Hechingen; 30 июля 1751, Локкенхаус, Бургенланд, Австрия — 2 ноября 1810, Гехинген) — владетельный князь Гогенцоллерн-Гехингенский (9 апреля 1798 — 2 ноября 1810).

## Биография
Второй сын немецкого принца Франца Ксавье Гогенцоллерна-Гехингена (18 июля 1720 — 14 марта 1765), офицера имперской армии, и Анны-Марии фон Генсбрех-Гёйлле (8 мая 1729 — 26 сентября 1798). Внук имперского генерал-фельдмаршала, принца Германа Фридриха Гогенцоллерна-Гехингена (1665—1733) и правнук владетельного князя Филиппа Гогенцоллерн-Гехингена (1616—1671).
Родился в Австрии, а воспитывался в Бельгии, где служил его отец. От своей матери Герман унаследовал его владения в Нидерландах. От своей второй жены Максимилианы де Гавр, маркизы d’Aysseau, он унаследовал один миллион франков.
В апреле 1798 года после смерти своего бездетного дяди, князя Иосифа Фридриха Вильгельма Гогенцоллерна-Гехингена (1717—1798), правившего в 1750—1798 годах, Герман Гогенцоллерн-Гохинген унаследовал княжеский престол.
После передачи левого берега Рейна Франции князь Герман пытался найти деньги на благоустройство Гехингена и улучшение дорог. Вся его деятельность была направлена на благ своего княжеского дома.
Князь Герман Гогенцоллерн-Гехинген носил чины генерал-фельдмаршала имперской армии и генерал-лейтенанта прусской армии.
После прихода к власти в княжестве в 1798 году Герман упразднил крепостное право в своих владениях. Население получило право избирать в городской совет своих представителей путём всеобщих выборов. Эти представители имели право контролировать налоги и право представлять интересы простых людей. По предложению своего еврейского советника Якоба Каулла князь Герман Гогенцоллерн-Гехинген разрешил евреям проживать в своих владениях в течение сорока лет в обмен за высокое вознаграждение.
Князь Герман вообще не был компромиссным человеком. Он был странным человеком, от природы он был подозрительным и мелочным. Он с педантичностью заботился обо всех внешних деталях управления. Он любил находиться в одиночестве на природе, особенно в своём охотничьем домике во Фридрихстале.
В 1806 году князь Герман Гогенцоллерн-Гехинген вступил в Рейнский союз, созданный французским императором Наполеоном Бонапартом. Однако членство в Рейнском союзе не давало князю расширить свою власть и суверенные права. Князь воспринял это как оскорбление и унижение к себе и старшей линии дома Гогенцоллернов. Глубоко опечаленный унижением Пруссии и Австрии, 59-летний князь Герман Гогенцоллерн-Гихенген скончался 2 ноября 1810 года.

## Брак и дети
Князь Герман Фридрих Отто был женат трижды. 18 ноября 1773 года он женился в Маастрихте на графине Луизе фон Мероде-Вестерлоо (28 сентября 1747 — 14 ноября 1774), дочери графа Жана Гийома де Мероде-Вестерлоо (1722—1763). У них была одна дочь:
- Луиза Юлиана Константина (1 ноября 1774, Маастрихт — 7 мая 1846, Глогау), муж с 1806 года барон Людвиг Герр фон дер Бург (1776—1833)

15 февраля 1775 года вторично женился в Брюсселе на принцессе Максимилиане Альбертине де Гавр (30 марта 1753 — 6 августа 1778), дочери принца Франсуа Жозефа де Гавр. Супруги имели одного сына:
- Фридрих Герман Отто (22 июля 1776 — 13 сентября 1838), князь Гогенцоллерн-Гехинген (1810—1838)

26 июля 1779 года в третий раз женился в замке Дагштуль на принцессе Марии Антонии фон Вальдбург-Цайль-Вурхац (6 июня 1753 — 25 октября 1814), дочери графа Франца фон Вальдбург-Цайль-Вурхаца. Дети от третьего брака:
- Мария Антония Филиппина (8 февраля 1781, Дагштуль — 25 декабря 1831, Гаага), муж с 1803 года граф Фридрих Людвиг фон Вальдбург-Капустигаль (1776—1844)
- Франциска Мария Тереза (11 августа 1784, Дагштуль — 6 сентября 1784, Дагштуль)
- Франциска Терезия Каролина (19 января 1786, Дагштуль — 1810)
- Мария Максимилиана Антония (3 ноября 1787, Вадерне — 30 марта 1865, Баден, 1-й муж с 1811 года граф Эберхард фон Вальдбург-Вурцах (1778—1814), 2-й муж с 1817 года граф Йозеф Клеменс фон Лодрон-Латерано (1789—1861)
- Жозефина (14 мая 1790, Вадерне — 25 марта 1856, Вена), муж с 1811 года граф Ладислав Фештетич фон Тольна (1785—1846)